# 兵庫県道516号姫路環状線
兵庫県道516号姫路環状線（ひょうごけんどう516ごう ひめじかんじょうせん）は、兵庫県姫路市を通る一般県道である。

## 概要
姫路市市川橋通から時計回りに環状する。

### 路線データ
- 起点：姫路市市川橋通（姫路天神前交差点、国道2号・国道312号交点、兵庫県道516号姫路環状線終点）
- 終点：姫路市市川橋通（姫路天神前交差点、国道2号・国道312号交点、兵庫県道516号姫路環状線起点）
- 総延長：16.452 km

## 路線状況

### 重複区間
- 兵庫県道402号白浜姫路停車場線（姫路市阿保）
- 兵庫県道401号中島姫路停車場線（姫路市南条 - 姫路市飾磨区中島・市川浜手大橋西交差点）
- 国道250号（姫路市飾磨区中島・市川浜手大橋西交差点 - 姫路市飾磨区加茂南・思案橋交差点）
- 兵庫県道415号和久今宿線（姫路市飾磨区山崎・英賀保駅前交差点 - 姫路市飾磨区英賀宮台・京見橋東詰交差点）
- 国道2号（姫路市下手野1丁目・夢前橋東詰交差点 - 姫路市下手野2丁目）
- 兵庫県道67号姫路神河線（姫路市御立西6丁目・御立交差点 - 姫路市御立北1丁目・横関交差点）
- 兵庫県道518号砥堀本町線（姫路市白国1丁目・白国交差点 - 姫路市増位本町1丁目・軍人橋北交差点）
- 国道312号（姫路市野里・西中島南交差点 - 姫路市市川橋通・姫路天神前交差点（終点））

### 道路施設

#### 橋梁
- 飾磨大橋（野田川、姫路市、国道250号重複区間内）
- 思案橋（船場川、姫路市、国道250号重複区間内）
- 今中橋（水尾川、姫路市）
- 野里城根橋（船場川、姫路市）

## 地理

### 通過する自治体
- 姫路市

### 交差する道路
| 交差する道路                                                      | 交差する場所       | 交差する場所            |
| ----------------------------------------------------------------- | ------------------ | ----------------------- |
| 国道2号 国道312号 兵庫県道516号姫路環状線                         | 市川橋通           | 姫路天神前交差点 / 起点 |
| 兵庫県道402号白浜姫路停車場線 重複区間起点                        | 阿保（）           |                         |
| 兵庫県道402号白浜姫路停車場線 重複区間終点                        | 阿保               |                         |
| 兵庫県道401号中島姫路停車場線 重複区間起点                        | 南条               |                         |
| 国道2号 / 姫路バイパス                                            | 南条3丁目          | 市川ランプ              |
| 国道250号 重複区間起点 兵庫県道401号中島姫路停車場線 重複区間終点 | 飾磨区中島         | 市川浜手大橋西交差点    |
| 兵庫県道540号飾磨港線                                             | 飾磨区中島         | 中島交差点              |
| 兵庫県道62号姫路港線 / 産業道路                                   | 飾磨区細江         | 宮堀橋交差点            |
| 国道436号                                                         | 飾磨区細江         | 末広橋交差点            |
| 国道250号 重複区間終点                                            | 飾磨区加茂南       | 思案橋交差点            |
| 兵庫県道414号田寺今在家線                                         | 飾磨区今在家2丁目  |                         |
| 兵庫県道415号和久今宿線 重複区間起点 兵庫県道502号英賀保停車場線  | 飾磨区山崎         | 英賀保駅前交差点        |
| 兵庫県道415号和久今宿線 重複区間終点                              | 飾磨区英賀宮台（） | 京見橋東詰交差点        |
| 国道2号 / 姫路バイパス 重複区間起点                               | 広畑区蒲田1丁目    | [ 注釈 2 ]              |
| 国道2号 重複区間起点 姫路市道                                     | 下手野1丁目        | 夢前橋東詰交差点        |
| 国道2号 重複区間終点                                              | 下手野3丁目        | [ 注釈 4 ]              |
| 姫路市道                                                          | 下手野4丁目        |                         |
| 兵庫県道5号姫路上郡線                                             | 上手野             | 上手野交差点            |
| 兵庫県道67号姫路神河線 重複区間起点                               | 御立西6丁目        | 御立交差点              |
| 兵庫県道67号姫路神河線 重複区間終点 兵庫県道545号石倉玉田線       | 御立北1丁目        | 横関交差点              |
| 兵庫県道518号砥堀本町線 重複区間起点                              | 白国1丁目          | 白国交差点              |
| 兵庫県道518号砥堀本町線 重複区間終点                              | 増位本町1丁目      | 軍人橋北交差点          |
| 国道312号 重複区間起点                                            | 野里               | 西中島南交差点          |
| 兵庫県道218号西田原姫路線 兵庫県道398号花田野里線                 | 野里               | 大日交差点              |
| 兵庫県道218号西田原姫路線                                         | 野里               | 大日町北交差点          |
| 国道372号                                                         | 野里               | 二本松交差点            |
| 国道2号 国道312号 重複区間終点 兵庫県道516号姫路環状線            | 市川橋通           | 姫路天神前交差点 / 終点 |

### 交差する鉄道
- 山陽本線
- 山陽新幹線
- 山陽電気鉄道本線
- 姫新線
- 播但線

### 沿線
- 姫路警察署
  - 天神前交番
- JR西日本山陽本線
  - 東姫路駅 - 英賀保駅
- 姫路市立高浜小学校
- イオンモール姫路リバーシティー
- 船場川
- 津田天満神社
- 姫路市立津田小学校
- 山陽電気鉄道網干線 西飾磨駅
- 夢前川
- 東夢前台郵便局
- 姫路赤十字病院
- 御立公園
- 北平野郵便局
- 姫路市立広峰小学校
- 姫路駐屯地
- 姫路競馬場